# Aek Bottar
Aek Bottar is een bestuurslaag in het regentschap Tapanuli Tengah van de provincie Noord-Sumatra, Indonesië. Aek Bottar telt 259 inwoners (volkstelling 2010).